# 乌得勒支
乌得勒支是荷兰第四大城市和市镇，為烏特勒支省省会及人口最多的城市。乌得勒支是蘭斯台德地區最東邊的城市，約有37萬名居民，如果包括周边连接的宰斯特、尼沃海恩、菲亚嫩等城镇，則总人口可达到50萬人。
烏特勒支的很多建築物都是中世紀以後留下的古蹟，同時也是18世紀之後荷蘭的宗教中心，目前以荷蘭改革宗教會的乌得勒支大教堂最為出名。而天主教的乌得勒支主教也是荷蘭的天主教領袖。

## 历史

### 羅馬時代
公元47年，古羅馬人在当时的莱茵河畔修筑一座木结构的要塞設施，這是为乌得勒支的起源。
公元2世纪時，要塞設施改为石制，约有500名罗马士兵驻守，要塞附近有小居民点，居住着工匠，商人和士兵家属。2世纪中期，日耳曼部族开始不断侵入。

### 黑暗時代
公元270年，罗马人离开這裡。在公元270年至500年間，這座城市的历史變得不为人所知。

### 法兰克時代
公元6世纪起，乌得勒支受到法兰克人的统治。

### 尼德兰時代
中世纪时，乌得勒支为尼德兰北部最重要城市。
公元695年，威利布罗德（Willibrordus）被指派为弗里斯兰主教。
703年或704年，丕平二世将乌得勒支赠与威利布罗德，作为他向北方传教的基地。
1122年，乌得勒支取得城市资格。此后，乌得勒支主教同时享有乌得勒支省及更东北方领地的行政权力。
随着神圣罗马帝国的查理五世成为尼德兰17省的领主。1528年，乌得勒支主教的世俗行政权力也被收归查理五世。

### 乌得勒支同盟
1579年，北方7省缔结乌得勒支同盟，共同反抗西班牙统治。同盟的成立标志着荷兰联省共和国的开端。
1580年，信奉新教为主的同盟废除了主教，包括乌得勒支总主教。
在17世纪，乌得勒支成为荷兰水道上的重要堡垒。
1713年，西班牙王位继承战争结束，在乌得勒支签订了烏特勒支条约。
1843年，连接阿姆斯特丹和乌得勒支的铁路通车。乌得勒支逐渐成为荷兰铁路网的枢纽。随着工业革命在荷兰的开展，城市也迅猛的扩张起来。
1920年代到1930年代，新兴中产阶级居民区不断拓展。

### 德国時代
二战期间，乌得勒支被德国统治。1945年5月5日，驻荷兰德军投降。

### 第二次世界大戰戰後
1945年5月7日，加拿大军队进驻，乌得勒支被解放。

## 經濟
烏特勒支的經濟很大一部分是依靠當地的大型機構。製造業的影響力相對較小。大型銀行荷蘭合作銀行的總部位於該市。

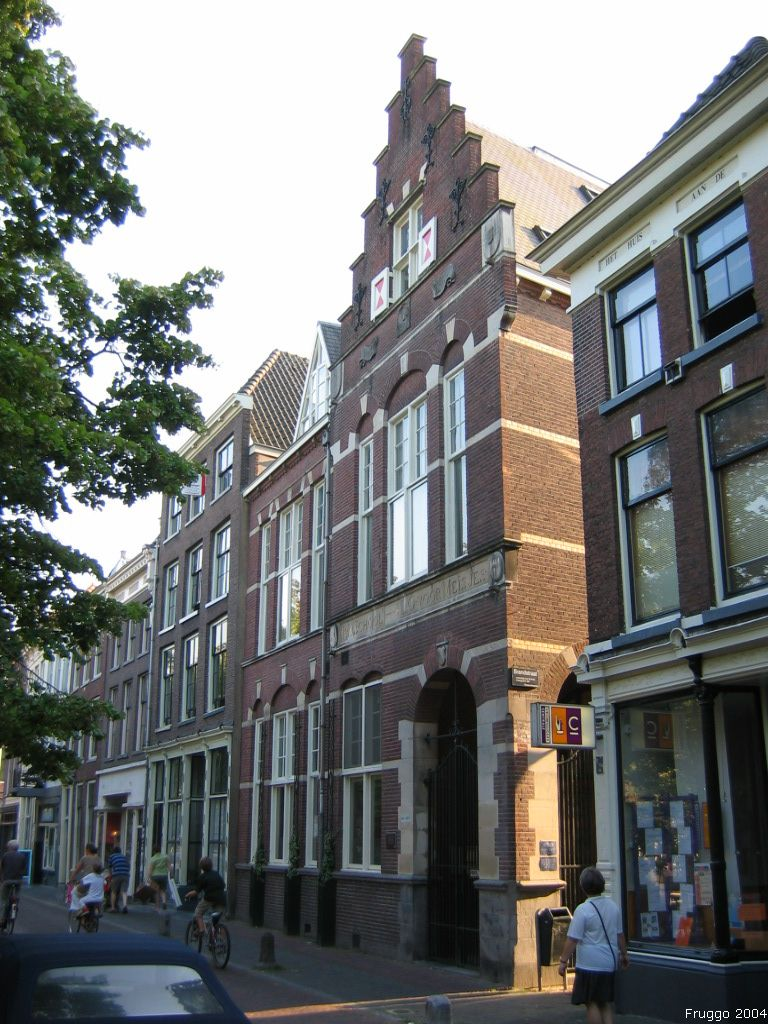
罗马天主教会教宗哈德良六世出生地

烏特勒支是荷蘭鐵道網路的中心，也是荷蘭鐵路的總部所在地。荷鐵前總部「De Inktpot」是荷蘭最大的磚造建築。該棟建築物目前是由ProRail所使用。
大型室內購物中心Hoog Catharijne位於中央火車站及市中心之間。由於走道被認為是如同街道的公共空間，也是車站往市中心的主要通道，因此整夜開放。未來20年內（自2004年起），Hoog Catharijn部分地區將因為車站站區翻修而消失。部分因建造中央車站和購物中心而填起的運河網路將被復原。
Jaarbeurs位於中央火車站西方，是荷蘭最大的會議中心之一。

另外，Voordorp區擁有一個二手車市場，是歐洲最大型的二手車市場之一。二手車市場每週二營業，國定假日除外。拍賣數千輛二手車的市場吸引了東歐國家的消費者，甚至組成特殊的單程巴士旅遊來此消費。

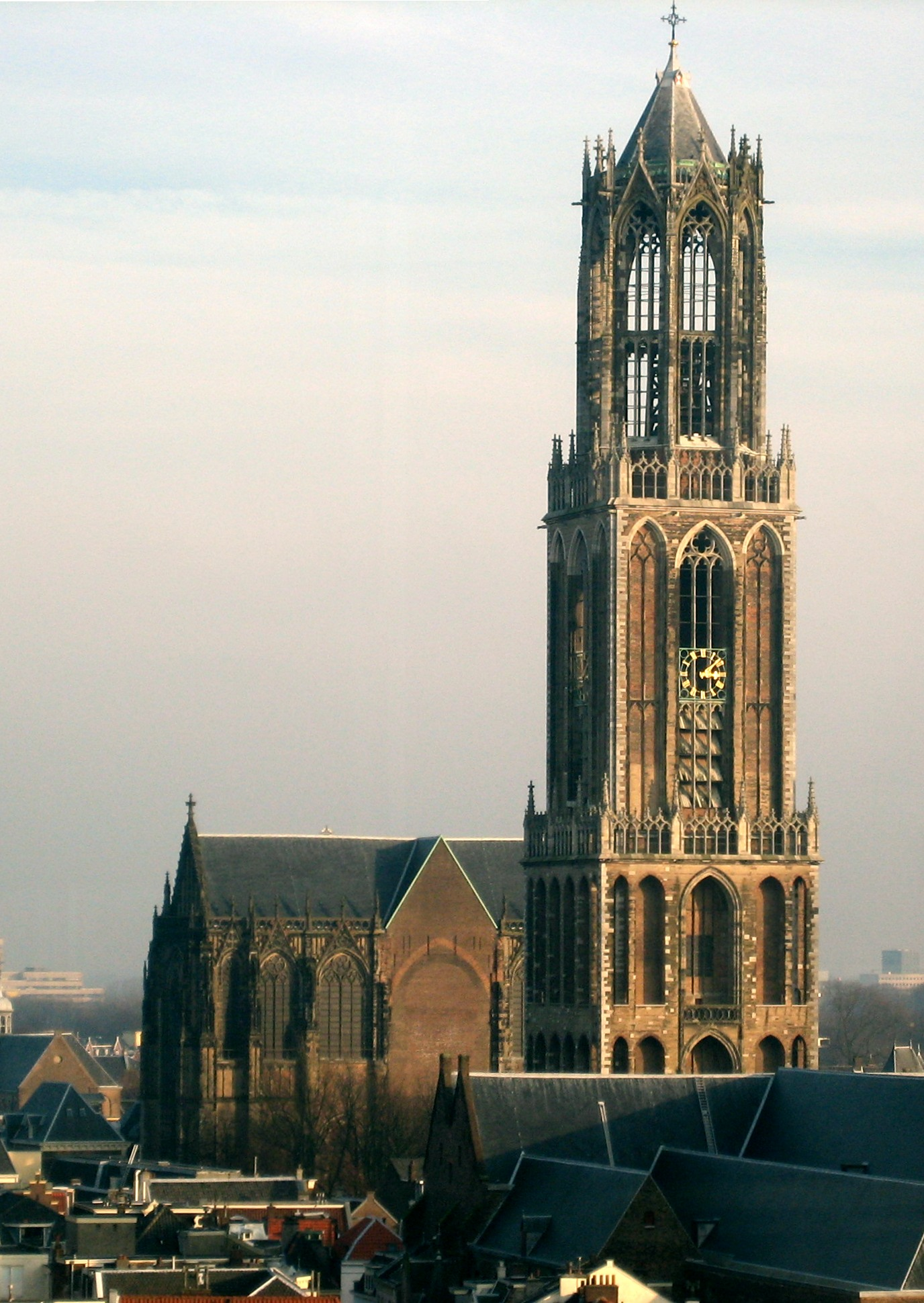
教堂

## 文化

### 博物馆
- 原始艺术博物馆（Aboriginal Art Museum）
- 乌得勒支大学植物园（Botanische Tuinen Universiteit Utrecht）
- 中央博物馆（Centraal Museum）
- 迪克·布鲁纳故居（dick bruna huis）：纪念迪克·布鲁纳
- 黄金博物馆（Geldmuseum）
- 马卢库博物馆（Museum Maluku）
- 隆博克咖啡馆博物馆（Museum Café Lombok）
- 卡塔赖讷会院博物馆（Museum Catharijneconvent）
- 音乐钟博物馆（Museum Speelklok）
- 杂货商贝特耶·布尔哈弗博物馆（Museum van het Kruideniersbedrijf Betje Boerhave）
- 荷兰铁路博物馆（Nederlands Spoorwegmuseum）
- 里特费尔德的施罗德住宅（Rietveld Schröderhuis）
- 松嫩博赫（Sonnenborgh）
- 乌得勒支大学博物馆（Utrechts Universiteitsmuseum）
- C区人居博物馆（Volksbuurtmuseum Wijk C）

### 學校
- 烏得勒支大學
- TIAS

## 名人
- 哈德良六世：教宗

- 范·巴斯滕：足球运动员

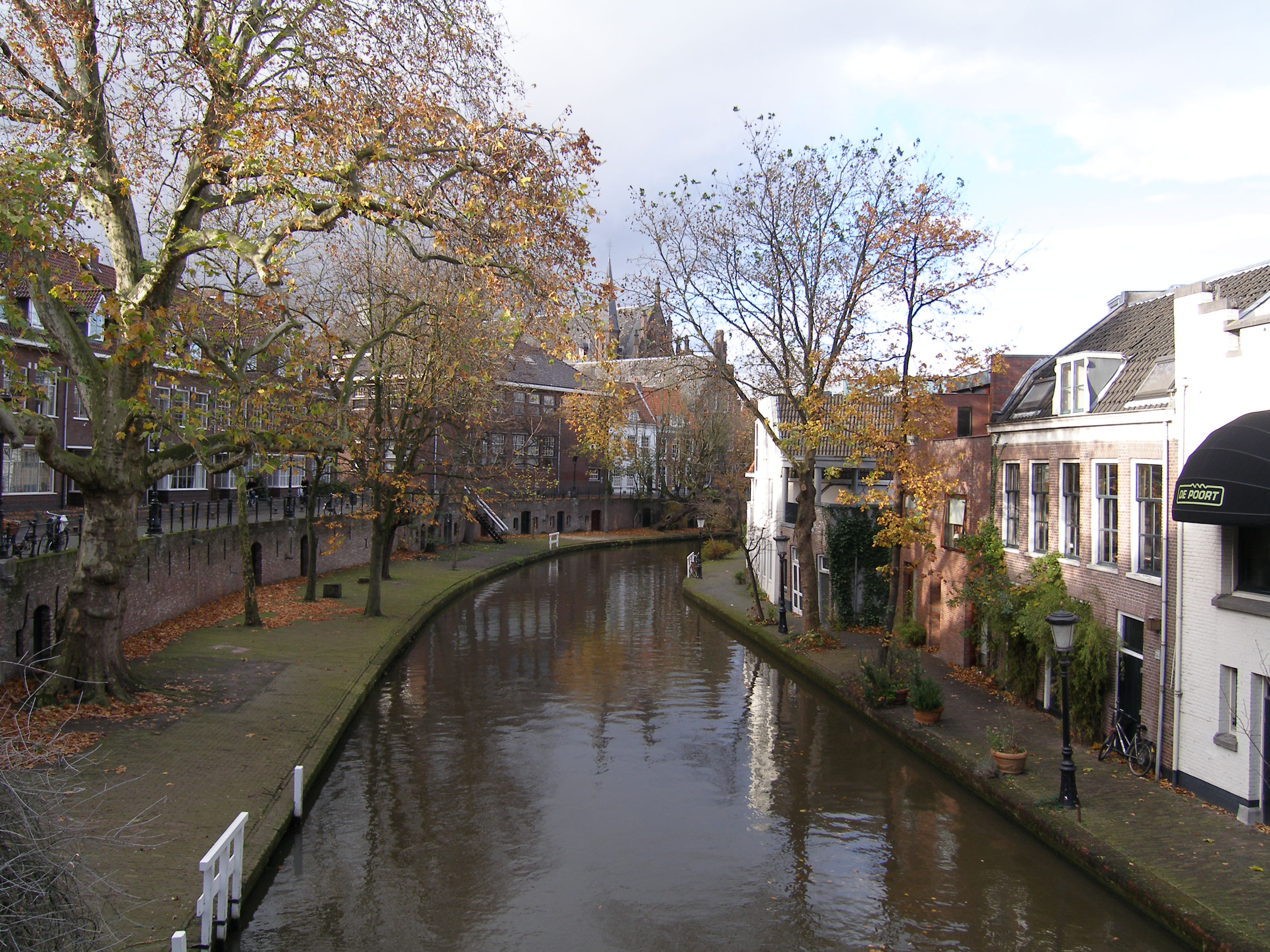
乌得勒支街景

- 雅各布斯·安東尼·梅森：19世紀攝影師、建築師，曾活躍於荷屬東印度
- 威廉-亞歷山大：荷蘭國王
- 康士坦丁王子：荷蘭國王威廉—亞歷山大的三弟
- 約安-弗里索王子：荷蘭國王威廉—亞歷山大的二弟
- 迪克·布魯納：米飛兔原創者

## 姐妹城市
- 捷克布爾諾